# Olympische Sommerspiele 2020/Teilnehmer (Uruguay)
| Gelbes Symbol für Goldmedaillen mit stilisierten Olympischen Ringen | Graues Symbol für Silbermedaillen mit stilisierten Olympischen Ringen | Braundes Symbol für Bronzemedaillen mit stilisierten Olympischen Ringen |
| ------------------------------------------------------------------- | --------------------------------------------------------------------- | ----------------------------------------------------------------------- |
| —                                                                   | —                                                                     | —                                                                       |

Uruguay nahm an den Olympischen Spielen 2020 in Tokio mit elf Sportlern in fünf Sportarten teil. Es war die insgesamt 22. Teilnahme an Olympischen Sommerspielen.

## Teilnehmer nach Sportarten

### Judo
| Athleten         | Wettbewerb | 1. Runde | 1. Runde | 2. Runde | 2. Runde | Achtelfinale  | Achtelfinale  | Viertelfinale | Viertelfinale | Halbfinale / Trostrunde | Halbfinale / Trostrunde | Finale / Platz 3 | Finale / Platz 3 | Rang |
| Athleten         | Wettbewerb | Gegner   | Ergebnis | Gegner   | Ergebnis | Gegner        | Ergebnis      | Gegner        | Ergebnis      | Gegner                  | Ergebnis                | Gegner           | Ergebnis         | Rang |
| ---------------- | ---------- | -------- | -------- | -------- | -------- | ------------- | ------------- | ------------- | ------------- | ----------------------- | ----------------------- | ---------------- | ---------------- | ---- |
| Männer           |            |          |          |          |          |               |               |               |               |                         |                         |                  |                  |      |
| Alain Aprahamian | bis 81 kg  | Freilos  | Freilos  | R. Pacek | 0:10     | ausgeschieden | ausgeschieden | ausgeschieden | ausgeschieden | ausgeschieden           | ausgeschieden           | ausgeschieden    | ausgeschieden    | 17   |

### Leichtathletik
Laufen und Gehen 
| Athleten            | Wettbewerb | Runde 1     | Runde 1 | Halbfinale    | Halbfinale    | Finale        | Finale        | Rang          |
| Athleten            | Wettbewerb | Zeit        | Rang    | Zeit          | Rang          | Zeit          | Rang          | Rang          |
| ------------------- | ---------- | ----------- | ------- | ------------- | ------------- | ------------- | ------------- | ------------- |
| Frauen              |            |             |         |               |               |               |               |               |
| Déborah Rodríguez   | 800 m      | 2:00,90 min | 2       | 2:01,76 min   | 7             | ausgeschieden | ausgeschieden | ausgeschieden |
| María Pía Fernández | 1500 m     | 4:59,56 min | 15      | ausgeschieden | ausgeschieden | ausgeschieden | ausgeschieden | ausgeschieden |

 Springen und Werfen 
| Athleten      | Wettbewerb | Qualifikation | Qualifikation | Finale        | Finale        | Rang |
| Athleten      | Wettbewerb | Weite/Höhe    | Rang          | Weite/Höhe    | Rang          | Rang |
| ------------- | ---------- | ------------- | ------------- | ------------- | ------------- | ---- |
| Männer        |            |               |               |               |               |      |
| Emiliano Lasa | Weitsprung | 7,92 m        | 13            | ausgeschieden | ausgeschieden | 13   |

### Rudern
| Athleten                    | Wettbewerb                  | Vorlauf     | Vorlauf | Vorlauf       | Hoffnungslauf | Hoffnungslauf | Hoffnungslauf | Halbfinale  | Halbfinale | Halbfinale    | Finale      | Finale | Rang |
| Athleten                    | Wettbewerb                  | Zeit        | Platz   | Qualifikation | Zeit          | Platz         | Qualifikation | Zeit        | Platz      | Qualifikation | Zeit        | Platz  | Rang |
| --------------------------- | --------------------------- | ----------- | ------- | ------------- | ------------- | ------------- | ------------- | ----------- | ---------- | ------------- | ----------- | ------ | ---- |
| Männer                      |                             |             |         |               |               |               |               |             |            |               |             |        |      |
| Bruno Cetruro Felipe Klüver | Leichtgewichts-Doppelzweier | 6:42,85 min | 6       | Hoffnungslauf | 6:36,87 min   | 3             | Halbfinale    | 6:11,48 min | 2          | Finale A      | 6:24,21 min | 6      | 6    |

### Schwimmen
| Athleten      | Wettbewerb    | Vorlauf     | Vorlauf | Halbfinale    | Halbfinale    | Finale        | Finale        | Rang |
| Athleten      | Wettbewerb    | Zeit        | Rang    | Zeit          | Rang          | Zeit          | Rang          | Rang |
| ------------- | ------------- | ----------- | ------- | ------------- | ------------- | ------------- | ------------- | ---- |
| Frauen        |               |             |         |               |               |               |               |      |
| Nicole Frank  | 200 m Lagen   | 2:18,93 min | 27      | ausgeschieden | ausgeschieden | ausgeschieden | ausgeschieden | 27   |
| Männer        |               |             |         |               |               |               |               |      |
| Enzo Martínez | 50 m Freistil | 22,52 s     | 35      | ausgeschieden | ausgeschieden | ausgeschieden | ausgeschieden | 35   |

### Segeln
| Athleten                        | Wettbewerb   | Qualifikation | Qualifikation | Medal Race    | Medal Race    | Punkte | Rang |
| Athleten                        | Wettbewerb   | Punkte        | Rang          | Punkte        | Rang          | Punkte | Rang |
| ------------------------------- | ------------ | ------------- | ------------- | ------------- | ------------- | ------ | ---- |
| Frauen                          |              |               |               |               |               |        |      |
| Dolores Moreira                 | Laser Radial | 173           | 22            | ausgeschieden | ausgeschieden | 173    | 22   |
| Mixed                           |              |               |               |               |               |        |      |
| Pablo Defazio Dominique Knüppel | Nacra 17     | 179           | 18            | ausgeschieden | ausgeschieden | 179    | 18   |